# Ludwig Vierthaler

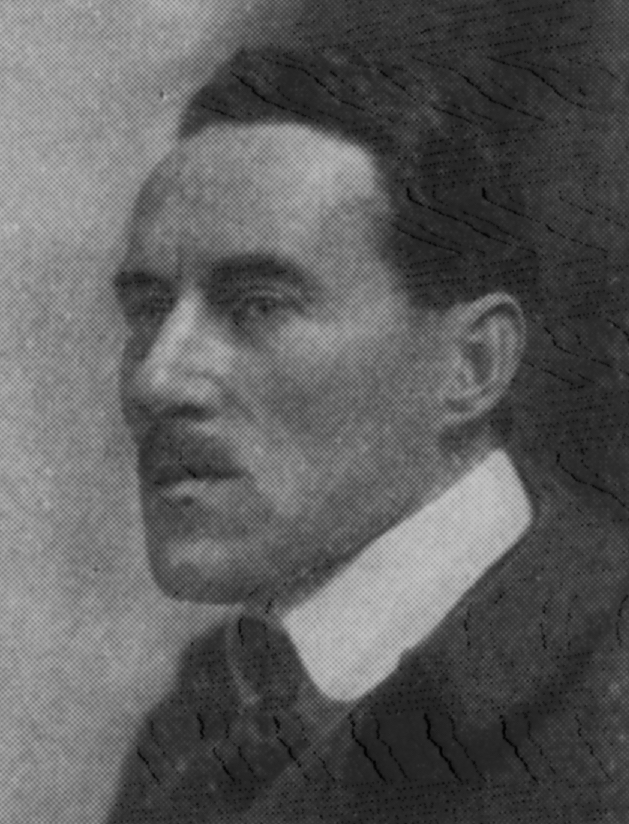
Ludwig Vierthaler

Ludwig Karl Maria Vierthaler (* 16. Januar 1875 in München; † 4. März 1967 in Hannover) war ein deutscher Bildhauer und Hochschullehrer, der zu den bedeutenden hannoverschen Künstlern des 20. Jahrhunderts zählt. 

## Leben
Nach dem Studium an der Kunstgewerbeschule München war Vierthaler zunächst als Kleinplastiker unter anderem zwei Jahre im Atelier von Bruno Paul in Berlin tätig.
1910 erhielt er erste Aufträge aus der Stadt Hannover und deren Umland, wo er seitdem zahlreiche öffentliche und private Bauten künstlerisch ausgestaltete.
1915 wurde er an die Handwerker- und Kunstgewerbeschule Hannover berufen, an der er bis 1937 tätig war. Eine seiner Schülerinnen war Annemarie Höhn.
Unterdessen nahm Vierthaler ab 1920 zusätzlich einen Lehrauftrag für Modellieren an der Technischen Hochschule Hannover wahr, wurde 1921 Mitglied im Hannoverschen Künstlerverein und am 31. Juli 1922 zum Honorarprofessor ernannt.
Seit den 1930er Jahren befand sich sein Atelier in der Villa Kaulbach in der Waterloostraße 1.
Von 1933 bis 1936 war er Mitglied des Nationalsozialistischen Deutschen Dozentenbundes (NSDDB).
1945 initiierte Vierthaler gemeinsam mit Carl Buchheister im Beethovensaal der Stadthalle Hannover die Gründung des Bundes Bildender Künstler für Norddeutschland, dessen erster Vorsitzender er bis 1953 war.
Er organisierte die erste norddeutsche Kunstausstellung in der Nachkriegszeit, die 1946 in den Herrenhäuser Gärten in Hannover ausgerichtet wurde.
1967 starb Ludwig Vierthaler im Alter von 92 Lebensjahren. Er ist auf dem Stadtfriedhof Engesohde ohne Grabdenkmal bestattet worden. Im Jahr 2022 erklärte die Stadt Hannover sein Grab zum Ehrengrab. Aus Anlass seines 150. Geburtstages wurde 2025 auf dem Grab eine Grabstele aus rotem Wesersandstein aufgestellt. Sie ist von einer Putte mit Kürbis bekrönt, die eine Steinbildhauerin anhand einer von Ludwig Vierthaler geschaffenen Skulptur schuf.

## Ehrungen
Für seine Werke, die bis heute das Stadtbild Hannovers prägen, erhielt Ludwig Vierthaler zahlreiche Auszeichnungen, unter anderem:
- 1960:
  - Bundesverdienstkreuz I. Klasse;[1]
  - Ehrenmitgliedschaft des Hannoverschen Künstlervereins;[1]
- 1963: Verleihung der Stadtplakette Hannover;[1]
- 1977 wurde der 1966 angelegte Arthur-Menge-Weg, ein Spazierweg zwischen dem Rudolf-von-Bennigsen-Ufer und der Hildesheimer Straße, in Vierthalerweg umbenannt.[1]
- Der Vierthalerteich nahe dem Maschsee erinnert an den hannoverschen Künstler.[7]

## Werke

### Hannover
- 1915 (Ausgestaltung nach Entwurf von Paul Wolf): Grabdenkmal für General Otto von Emmich auf dem Stadtfriedhof Engesohde[8][9]
- Ausgestaltung des Neuen Rathauses[1]
- Wappen und plastischer Schmuck am Georg-von-Cölln-Haus, Am Markt 8 (1911)[1]
- Ausgestaltung der Pelikan-Werke[1]
- Ausgestaltung der Norddeutschen Landesbank[1]
- 1911 circa:[3] Ausgestaltung der Bahlsen-Keksfabrik[1]
- 1913/14 circa: plastischer Schmuck am heutigen Altbau des Niedersächsischen Sparkassen- und Giroverbands, Schiffgraben 6[3]
- 1920er Jahre circa: Kinderbrunnen; Brunnensäule aus Majolika auf dem de-Haen-Platz in der List, 1952 abgebrochen[3]
- 1922: Umbau des Cafés im Hansa-Haus zur Schalterhalle der Girobank-Zentrale durch die Brüder Siebrecht; in der eindrucksvollen Innenausgestaltung lieferte Vierthaler expressionistische Details[3]
- um 1927:
  - abstrakte und stilisierende Bauplastik am Kurierhaus, Georgstraße 52[3]
  - möglicherweise von Vierthaler: die Reliefs am Kaufhaus am Küchengarten[10]
- „1929 von Vogelsang“ gehauene Skulptur Mädchen mit Fischen nach Vierthalers Entwurf, Ricklingen, Friedrich-Ebert-Platz[11]
- Pelikane[3] für den Pelikan-Brunnen (1961)[12] an der Eilenriede[1] am Ende der Fritz-Beindorff-Allee[3]
- Fabeltier westlich der heutigen Bernadotteallee[3] in der Eilenriede (1931; rekonstruiert 1951)[1]
- um 1936/37: geschosshoher Relieffries am dreiteiligen Säulenportal der Kurt-Schumacher-Kaserne, Hans-Böckler-Allee 18[3]
- um 1937: Bauplastik für das von Karl Siebrecht entworfene Gebäude der Sparkasse des Landkreises Hannover, Wilhelmstraße 2 Ecke Hildesheimer Straße an der Einmündung der Höltystraße[13]
- Portal des Ernst-Grote-Hauses, Breite Straße 10 (1949)[1]
- um 1949: Bauplastiken in der Dürerstraße in der Südstadt,[14]
- 1950/51: abstrakt stylisierter Schmuck der Fenster-Rahmungen am Bahlsen-Haus[3]
- 1965:[3] Drei springende Lachse am Arthur-Menge-Brunnen,[12] Vierthalerweg (1964)[1]
- Rekonstruktion des im Zweiten Weltkrieg teilzerstörten Königinnendenkmals[1]
- 1976 wurde Vierthalers „Rosenjunge“ im Stadtpark Hannover aufgestellt.[3]
- 2025: Knabe mit Kürbis auf dem neuen Grabmal für Vierthaler; die Figur folgt der Vorlage einer Bauplastik von 1949 aus der Dürerstraße in Hannover[6]

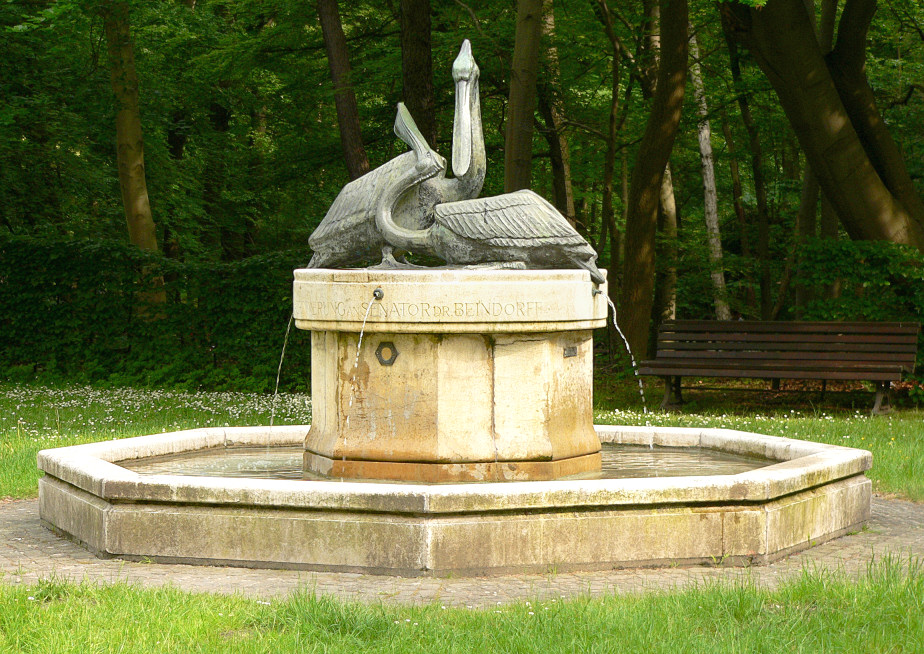
Der 1961 geschaffene und Fritz Beindorff gewidmete Pelikan-Brunnen an der Eilenriede
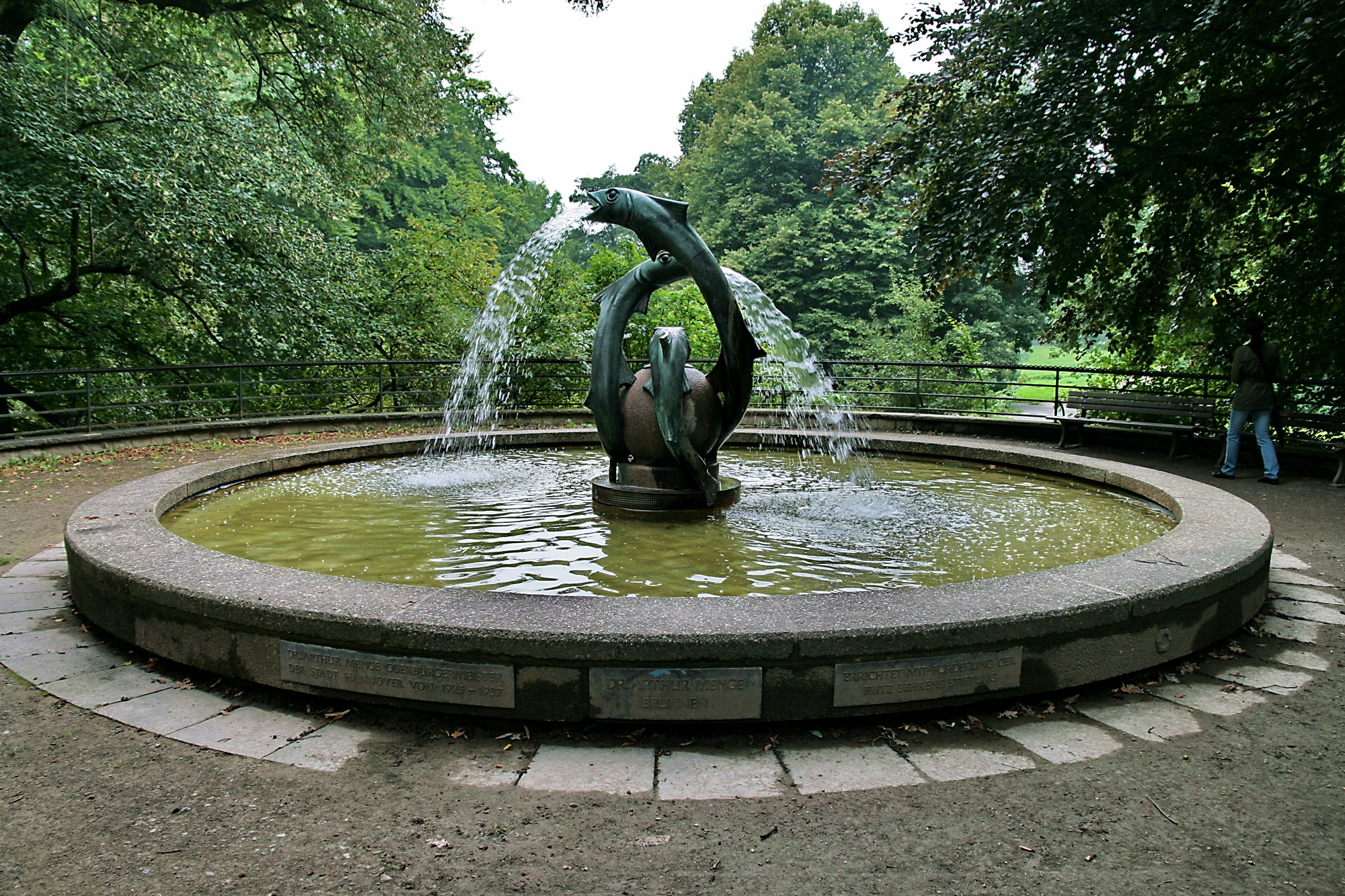
Arthur-Menge-Brunnen
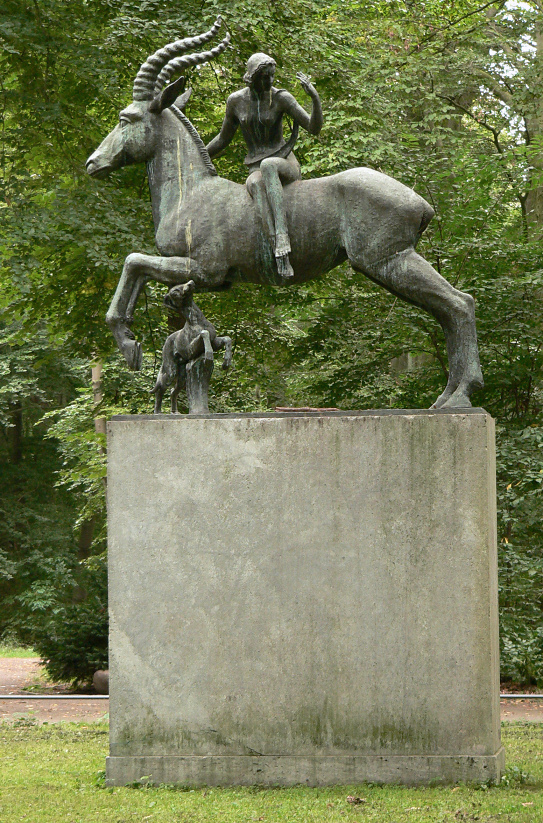
Plastik Fabeltier
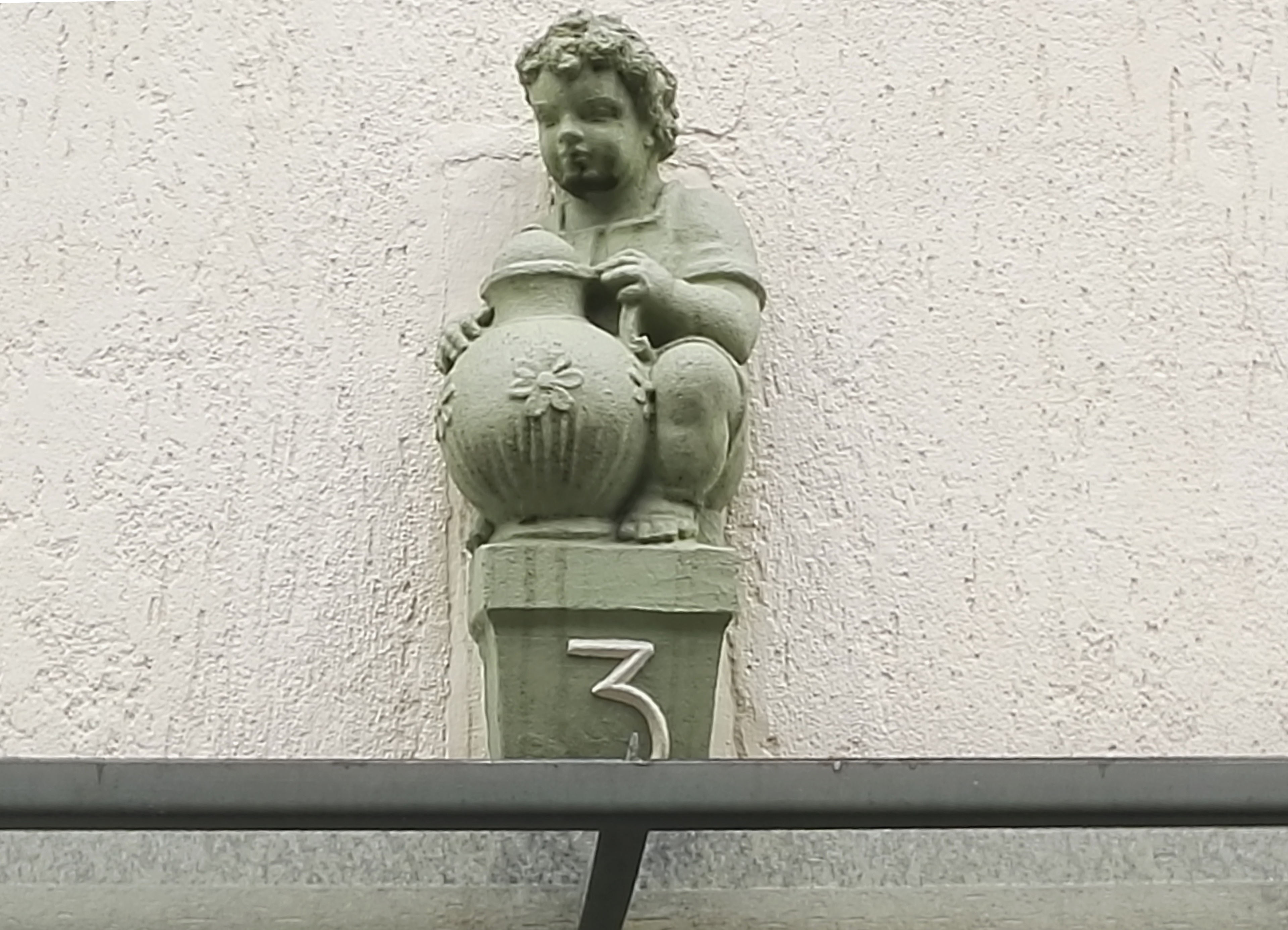
Anfang der 2020er Jahre abgebrochene Bauplastik in der Dürerstraße
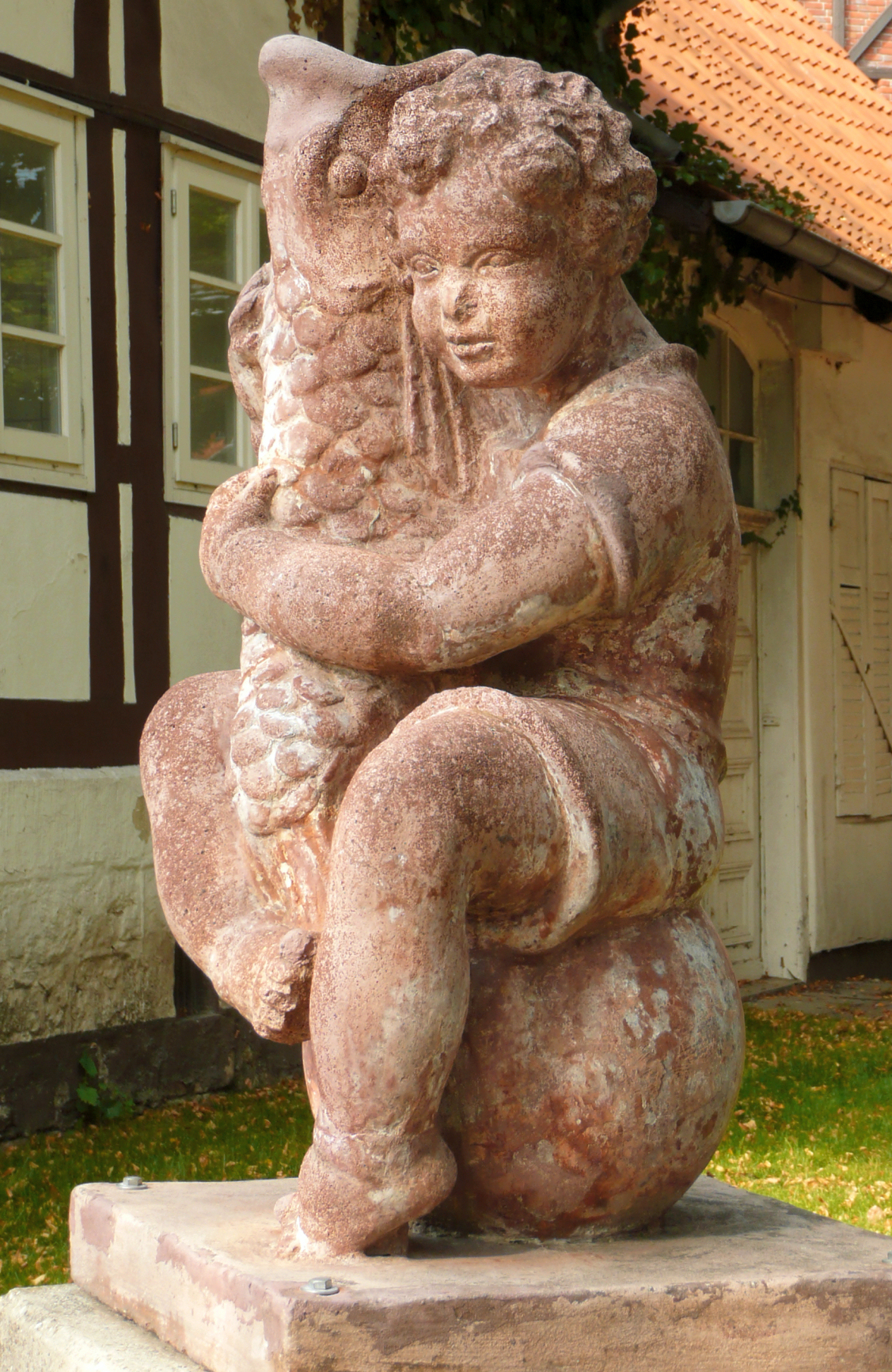
Knabe mit Fisch auf der Weltkugel in Gehrden

### Gebrauchskunst
Seine kunstgewerblichen Entwürfe, etwa für verschiedenartige Leuchter, Lampen und Blumenschalen, ließ Ludwig Vierthaler in den 1920er Jahren insbesondere in der Metallkunst Herrenhausen (ab 1923: Metallkunst Aktiengesellschaft Hannover) produzieren, so beispielsweise
- um 1920: achteckige Deckenleuchte in Pyramidenform mit reliefartigen Ornamenten auf dem Metallrand;[16]
- um 1921:
  - gegossener Messingleuchter mit dem Monogramm „LV“, facettierter Standfuß, Schaft als expressive Darstellung einer Art-Déco-Figur, drei Arme mit Kerzen-Tüllen tragend, Höhe 39,5 cm[17]
  - Blumenschale mit drei männlichen, knienden Trägerfiguren als Standfüße[18]